# Проспект Диагональ (Барселона)
Проспект Диагональ (кат. Avinguda Diagonal) — одна из главных улиц Барселоны, пересекающая её по диагонали (отсюда название) от границы с муниципалитетом Эсплугес-де-Льобрегат до моря, пересекая площадь Глориас. Одна из главных артерий города, где расположены множество торговых центров и штаб-квартиры многих банков.

## Названия
Улица несколько раз меняла своё название при политических изменениях в Испании в течение девятнадцатого и двадцатого веков. Проспект переименовывался в честь событий или правителей, как и другие улицы во многих районах.
Проспект был известен в прошлом под следующими названиями:
- Гран-Виа-Диагональ — исходное имя, данное проспекту Виктором Балаге и Илдефонсом Серда.
- Проспект Аргуэльес — 1874 г. Хотя ранее городской совет уже принимал это имя.
- Проспект Насионалитат Каталана (Каталанской национальности) — в 1922 году в честь Содружества Каталония.
- Проспект Альфонсо XIII — 1924 г. Во время диктатуры Примо де Ривера названа в честь короля Альфонсо XIII.
- Проспект Четырнадцатого апреля — 1931 г. В честь Второй испанской республики
- Гран-Виа-Диагональ — 1939 г., временное имя, введённое на следующий день после захвата Барселоны про-фашистскими войсками, как попытка убрать ссылки на республику.
- Проспект генералиссимуса Франсиско Франко — 1939 г. Во время авторитарного режима Франсиско Франко.
- Проспект Диагональ — её нынешнее название, принятое после восстановления демократии в 1979 году.

## Архитектура
- В начале проспекта располагается городок Барселонского университета
- Дом с шипами (кат. Casa de les Punxes или кат. Casa Terrades, исп. Casa de los Pinchos или исп. Casa Terrades) — (1905). Здание построенное по проекту архитектора-модерниста Жозепа Пуч-и-Кадафалка.
- Торре Агбар, дом 211  — (2005). Дизайн Жана Нувеля, рядом с площадью Глориес-Каталанес.